# Municipio de South Minnewaukan
El municipio de South Minnewaukan (en inglés: South Minnewaukan Township) es un municipio ubicado en el condado de Ramsey en el estado estadounidense de Dakota del Norte. En el año 2010 tenía una población de 225 habitantes y una densidad poblacional de 2,09 personas por km².

## Geografía
El municipio de South Minnewaukan se encuentra ubicado en las coordenadas 48°3′42″N 98°44′52″O / 48.06167, -98.74778. Según la Oficina del Censo de los Estados Unidos, el municipio tiene una superficie total de 107.55 km², de la cual 75,35 km² corresponden a tierra firme y (29,94 %) 32,2 km² es agua.

## Demografía
Según el censo de 2010, había 225 personas residiendo en el municipio de South Minnewaukan. La densidad de población era de 2,09 hab./km². De los 225 habitantes, el municipio de South Minnewaukan estaba compuesto por el 97,33 % blancos, el 1,33 % eran amerindios, el 0,44 % eran asiáticos, el 0,44 % eran de otras razas y el 0,44 % eran de una mezcla de razas. Del total de la población el 0,44 % eran hispanos o latinos de cualquier raza.